# Dendryphantes holmi
Dendryphantes holmi – gatunek pająka z rodziny skakunowatych, endemiczny dla Kenii. Został opisany po raz pierwszy w roku 2014 przez Wandę Wesołowską i Angelikę Dawidowicz.